# Frances Reid
Frances Reid (Wichita Falls, 9 de dezembro de 1914 – Los Angeles, 3 de fevereiro de 2010) foi uma atriz americana.